# Spreeuwenpark
Het Spreeuwenpark is een park in Amsterdam-Noord in de Vogelbuurt-Zuid.

## Ligging en geschiedenis
Het park kreeg op 15 februari 1911 haar naam, waarbij ze werd vernoemd naar de spreeuw. De gehele buurt eromheen kreeg vernoemingen naar vogels, zoals de wijknaam al aangeeft. In 1910 werd een plattegrond vrijgegeven waarbij er inderdaad nog sprake is van een stadspark. Dat zou er niet komen. Het park valt vanaf aanleg in twee delen uiteen. In de punt van de rechthoekige driehoek bevindt zich een speelplaats, aan de basis ligt een parkje, dat voorheen wel als voetbalveldje was ingericht. De speelplaats was in het verleden (jaren zestig) ingericht met klimtoestellen ontworpen door Aldo van Eyck, zo waren er twee zeshoekige zandbakken (ronde buitenbak, zeshoekige binnenkant) van zijn hand neergelegd. Het park ligt in de ronding van de Meeuwenlaan richting Pontplein. 
Ze werd aangelegd in de tijd dat er nog sprake was van de Volewijkslanden; hetgeen nog terug is in een gevelsteen op het Zwanenplein. Het werd in de periode van naamgeving nog aangeduid als plantsoen. Niet alleen het parkje kreeg die naam, maar ook de straten rondom die open ruimte. 
Kunst is er niet te vinden; wel een plaquette voor het 25-jarige Rooms-Katholieke Cooperatieve Woningvereeniging Dr. Schaepman (1933, vernoemd naar Herman Schaepman). Zij ging in 1996 op in woningcorporatie Eigen Haard. 

## Gebouwen
De huisnummers lopen op van 1 tot en met 113 (noordzijde) en 2 tot en met 42 (zuidelijke gevelwand. Niet alle oorspronkelijke bebouwing uit de jaren tien is bewaard gebleven, aan de noordwand zijn in het kader van stadsvernieuwing deels nieuwbouwblokken neergezet in de jaren tachtig. Deze nieuwbouw kreeg dezelfde hoogte mee als de originele bebouwing.

## Spreeuwenpark 85-113
Architectonisch interessant (orde 1) is alleen de noordoostelijke gevelwand. Huisnummers 85 tot en met 113 aldaar kwamen van de hand van Hendrik Petrus Berlage en Jop van Epen uit 1915, ontworpen door de Algemene Woningbouwvereniging. De bouwstijl is rationalisme De bouw beslaat twee bouwlagen onder de kap, allemaal woningen op twee winkeleenheden na in het blok Sperwerlaan 2-12, Nachtegaalstraat 116-164, Leeuwerikstraat 1-11 en Spreeuwenpark 85-113. De woningen vielen in 1915 positief op ten opzichte van de kazernewoningen (zie b.v. Marnixstraat). Er was licht en ruimte en het blok keek uit op een gemeenschappelijke tuin. Al in de voorverhuur waren alle huizen verhuurd, wethouder Floor Wibaut en Arie Keppler van de Gemeentelijke Woningdienst Amsterdam kwamen in augustus 1915 wel even kijken. Het blok werd wel een of meerdere keren gerenoveerd. Het is sinds 23 december 2013 een gemeentelijk monument, en behoort ook tot het Rijksbeschermd gezicht Amsterdam-Noord. 
Berlage kwam overigens zelf fotograferen aan het Spreeuwenpark. 

## Spreeuwenpark 8-30
Aan de zuidrand bevindt zich een strook (huisnummers 8 tot en met 30) ontworpen door architect J.H. Rijnja, die veelvuldig samenwerkte met Berlage en Van Epen, gelijktijdig gebouwd maar toch minder van importantie (orde 3). Rijnja was ook verantwoordelijk voor de parallelle strook aan de Meeuwenlaan. In deze strook is de plaquette te vinden.  

## Afbeeldingen

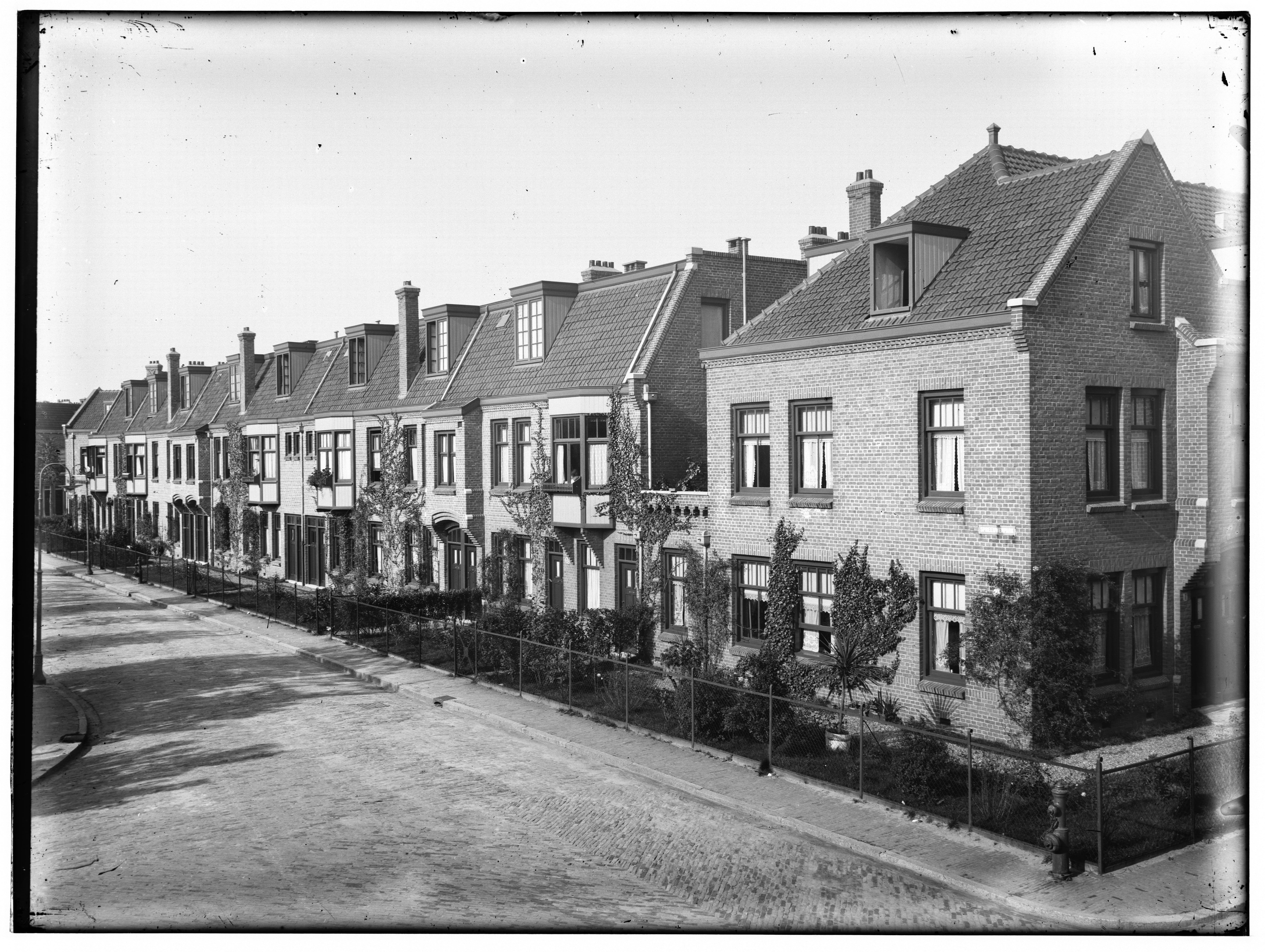
Berlage fotografeert Berlage
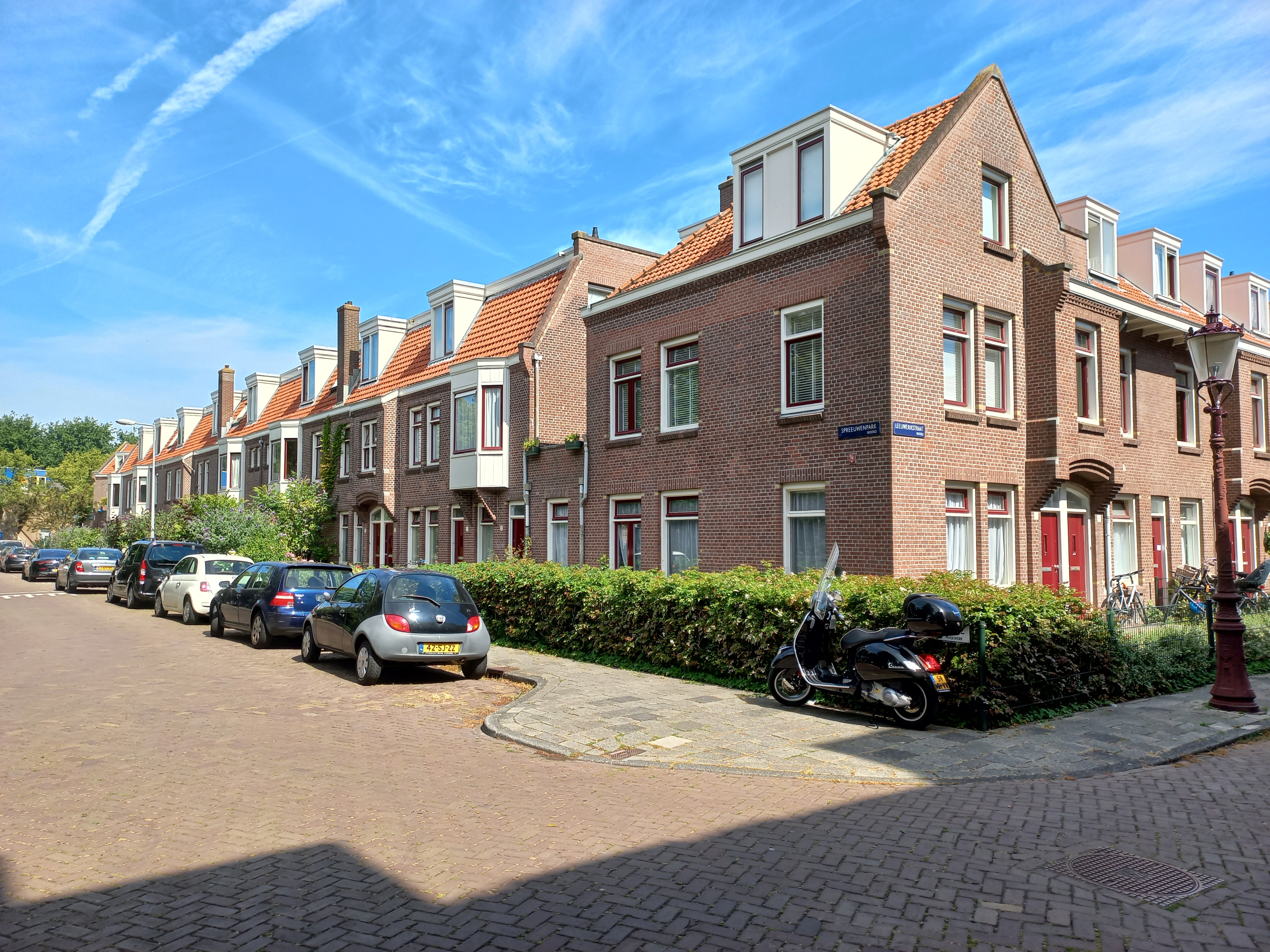
Hetzelfde blok in juli 2022
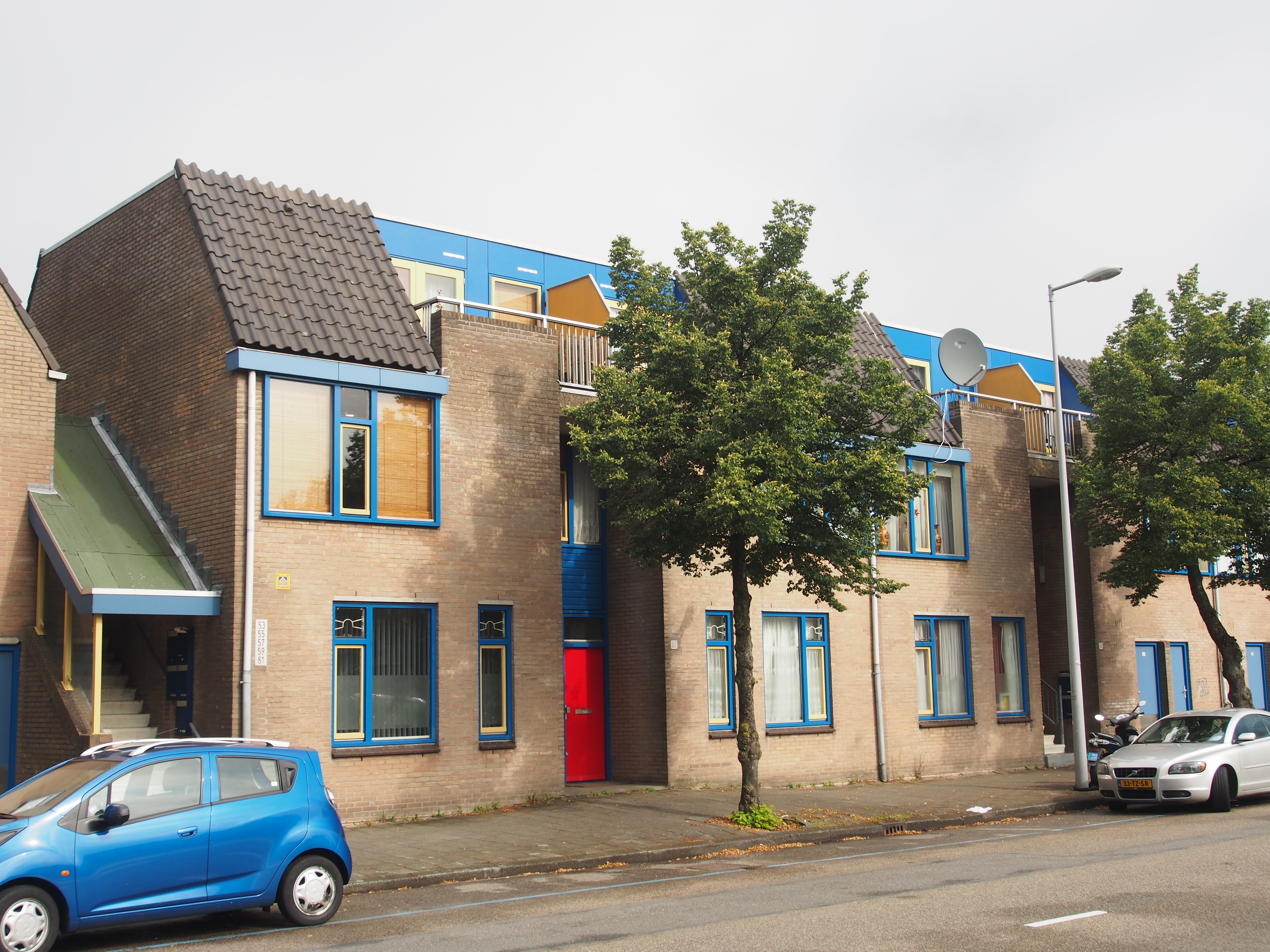
Blokje nieuwbouw (augustus 2016)